# Aigües
Aigües är en kommun i Spanien.   Den ligger i provinsen Provincia de Alicante och regionen Valencia, i den sydöstra delen av landet, 400 km sydost om huvudstaden Madrid. Antalet invånare är 1 105. Arean är 18,5 kvadratkilometer. Aigües gränsar till Alicante, Busot, El Campello, Orxeta, Relleu och Villajoyosa. 
Terrängen i Aigües är kuperad åt sydväst, men åt nordost är den platt.